# 23455 Фумі
23455 Фумі (23455 Fumi) — астероїд головного поясу, відкритий 5 грудня 1988 року.
Тіссеранів параметр щодо Юпітера — 3,226.